# Oyka!
Oyka! je četvrti studijski album hrvatskog rock sastava Manntra. Album je 26. srpnja 2019. objavila diskografska kuća NoCut Entertainment za Njemačku, Austriju i Švicarsku te 13. rujna 2019. diskografske kuće Menart i Beton Music za Hrvatsku.

## Popis pjesama
| 1.    | »Oyka!«                     | Maja Kolarić                      | Marko Matijević Sekul, Boris Kolarić, Maja Kolarić | 3:37 |
| 2.    | »Yelena«                    | Marko Matijević Sekul, M. Kolarić | Matijević Sekul, B. Kolarić, M. Kolarić            | 3:23 |
| 3.    | »Murter (Kroatien)«         | Michael Robert Rhein              | Matijević Sekul, B. Kolarić                        | 3:20 |
| 4.    | »Dance«                     | Marko Purišić                     | Matijević Sekul, Marko Purišić                     | 3:56 |
| 5.    | »In the Shadows«            | Matijević Sekul, M. Kolarić       | Matijević Sekul, Purišić, B. Kolarić, M. Kolarić   | 2:59 |
| 6.    | »Everlasting«               | Matijević Sekul, Boris Kolarić    | Matijević Sekul, B. Kolarić                        | 3:13 |
| 7.    | »Fire in the Sky«           | M. Kolarić                        | Matijević Sekul, B. Kolarić, M. Kolarić            | 3:11 |
| 8.    | »Nevera«                    | Matijević Sekul, M. Kolarić       | Matijević Sekul, B. Kolarić, M. Kolarić            | 3:02 |
| 9.    | »Rakhia«                    | Matijević Sekul, Purišić          | Matijević Sekul, B. Kolarić                        | 3:02 |
| 10.   | »Sanjaj«                    | M. Kolarić                        | Matijević Sekul, B. Kolarić, M. Kolarić            | 3:06 |
| 11.   | »Murter (Croatian Version)« |                                   |                                                    | 3:21 |
| 12.   | »Yelena (Live)«             |                                   |                                                    | 3:19 |
| 13.   | »U sjeni«                   |                                   |                                                    | 3:03 |
| 42:32 |                             |                                   |                                                    |      |

## Osoblje
| Manntra - Marko Matijević Sekul — vokali, klavijature, snimanje, miksanje, produkcija, naslovnica - Andrea Kert — bubnjevi, udaraljke - Marko Purišić — gitara, prateći vokali - Boris Kolarić — gitara, gajde, prateći vokali - Maja Kolarić — bas-gitara, prateći vokali Dodatni glazbenici - Michael Robert Rhein — gostujući vokali (na pjesmama 3, 11) - Metaklapa — zbor (na pjesmi 6) Ostalo osoblje - Žare Pak — snimanje (vokala) - Arne Neurand — miksanje - JP Chalbos — mastering - Tin Kruhak — naslovnica 1. 2. |